# Jupiaba acanthogaster
Jupiaba acanthogaster és una espècie de peix de la família dels caràcids i de l'ordre dels caraciformes.

## Hàbitat
Viu en zones de clima subtropical.

## Distribució geogràfica
Es troba a Sud-amèrica, a les conques del riu Paraguai al Brasil, del Tapajós i del Tocantins.